# 師団通信システム
師団通信システム（しだんつうしんシステム、英語: Division Integrated Communications System, DICS）は、陸上自衛隊の通信システムの一つ。主に師団・旅団の通信大（中）隊に配備される。製作は日本電気。
指揮・統制・情報等の伝達のための野外通信組織を構成するデジタル通信システムである。作戦地域内に複数個のノードを開設し、相互に接続することでスター型の通信網を構成するため、融通性・抗堪性に優れる。
交換装置・伝送装置など複数の器材からなる。
近年の防衛予算の関連から2009年（平成21年）度以降は製品ライフサイクル・コストパフォーマンスを抑えた師団通信システム（改）（略称iDICS）が導入されている。また2012年（平成24年）度より、DICSとAESSの後継として野外通信システムの調達が開始された。

## 機能
- 音声・データの中継交換
- 移動間通信
- 対障害性（迂回機能）
- 基地及び他システムとの連接
- 各装置が自己診断機能を有しており、故障に対し迅速に対処可能

## システム構成品
- 交換装置系
  - 電子交換装置JMTC-T121-B
  - 電子交換装置JMTC-T120-B
  - 電子交換装置JMTC-T111-B
  - 電子交換装置JMTC-T110-B
  - 電子交換装置JMTC-T30-B
  - 手動交換機JSB-T4
  - 多重化装置JUCC-C4
- 伝送装置系
  - 幹線無線搬送装置JMRC-()50-B
  - 局地無線搬送装置JMRC-()60-B
  - 光伝送装置JGVC-V1(V2,V3)
- 端末装置系
  - 移動加入基地局装置JTTC-T1
  - 移動加入端末装置JVTC-T1
  - 自動電話機JTA-T10
  - 野外電話機JTA-T11
  - 画像端末装置JFX-X4,X5
  - 符号変換装置JPS-T3
- 連接装置系
  - 回線連接装置JGCC-DN1
  - 基地音声連接装置JGCC-T1
  - 基地データ連接器JMX-T16
  - 多重連接器JMX-T12またはJMX-W4
  - チャネル連接器JMX-T13またはJMX-W5
- その他
  - 通信統制装置JTSQ-Y()
  - 整備支援装置JTEM-Q7-B